# Basisband

Spektrum eines beispielhaften Basisbandsignals mit der Bandbreite B

In der Nachrichtentechnik ist das Basisband der natürliche Frequenzbereich des Nutzsignals (untere Grenzfrequenz {\displaystyle f_{\mathrm {min} }} gleich oder nahe bei 0 Hz).
Der belegte Frequenzbereich wird mit dem Wert der Bandbreite B ausgedrückt. Reelle Basisbandsignale weisen sowohl positive als auch negative spektrale Anteile auf; die Bandbreite erstreckt sich daher symmetrisch von −B bis +B. Digitale Modulationsarten werden dagegen meist im komplexen Basisband verarbeitet, das sich asymmetrisch von −B/2 bis +B/2 erstreckt.
In der Funktechnik liegt das zu übertragende Nutzsignal vor der Modulation und nach der Demodulation „im Basisband“, oder auch in der Basisbandlage; andere Worte dafür sind Basisbandbereich, Tiefpassbereich oder Tiefpasslage. Beispielsweise entspricht einem Schallereignis mit 1000 Hz im Basisband ein elektrisches Signal mit einer Frequenz von ebenfalls 1000 Hz.
In den anderen Stufen der Übertragung (d. h. nach der Modulation und vor der Demodulation) ist das Nutzsignal nicht in der Basisbandlage, sondern auf einen Träger aufmoduliert; es befindet sich dann im Trägerfrequenz- oder im Zwischenfrequenzbereich, allgemeiner gesprochen in einer Bandpasslage. Das eben als Beispiel genannte Schallereignis mit 1 kHz würde in Bandpasslage (Amplitudenmodulation ohne Trägerunterdrückung auf einem Mittelwellenträger von 1000 kHz) aus den drei Frequenzen 999, 1000 und 1001 kHz bestehen.

## Anwendungen
Als konkretes Beispiel für eine Basisbandübertragung sei die analoge Telefonie bei einem Festnetzanschluss erwähnt: Dabei werden Frequenzen am Telefonanschluss im Basisband von 300 Hz bis 3400 Hz übertragen. Analog zum o. g. Beispiel ist ein bestimmter Ton mit einer Frequenz von beispielsweise 1000 Hz im Telefonanschlusskabel als ein elektrisches Signal mit einer Frequenz von auch 1000 Hz repräsentiert.
Andere Anwendungen von Basisbandübertragungen sind beispielsweise im LAN-Bereich bei Ethernet und Token Ring anzutreffen. Auch Fernsehsignale, die über SCART- oder Videobuchsen des Fernsehgerätes laufen, sind im Basisband angesiedelt – im Gegensatz zu Signalen über Antennenbuchsen.
Wird beispielsweise auf Leitungen Multiplexing zur gleichzeitigen Übertragung mehrerer Signale eingesetzt, so ist die Basisbandübertragung nicht mehr möglich. Im Fall des Frequenzmultiplexens wird das Basisbandsignal durch Modulation in einen höheren Frequenzbereich verschoben.
Bei Funkübertragungen ist es immer erforderlich, das Basisbandsignal auf eine Trägerfrequenz aufzumodulieren, da sich die niedrigen Frequenzen eines Basisbandsignals meistens schwer oder nicht per Funk übertragen lassen. Durch Wahl unterschiedlicher Trägerfrequenzen können verschiedene Sender gleichzeitig senden, ohne sich gegenseitig zu stören. Bei reiner Basisbandübertragung in einem gemeinsam benutzten Übertragungskanal käme es zu massiven gegenseitigen Beeinflussungen und Störungen.